# Gare de Cambridge
La gare de Cambridge est une gare ferroviaire du Royaume-Uni, située à environ 1,6 kilomètre au sud-est du centre de la ville de Cambridge en Angleterre.

## Histoire
Le bâtiment actuel fut bâti en 1844 et se trouve à environ 2 km du centre-ville ce qui, à l'époque, le situait bien en dehors de la ville. Il existe plusieurs légendes pour expliquer cette décision : 
- Les responsables de l'université de Cambridge ont vu l'arrivée de la ligne ferroviaire qui relie Cambridge à Londres comme une source de distraction potentielle pour leurs étudiants. Ils auraient donc fait pression pour que la gare soit bâtie le plus loin possible du centre-ville et de ses salles de cours et laboratoires pour les dissuader d'une escapade dans la capitale britannique.

Une raison beaucoup plus rationnelle tient à la nature géologique des sols de Cambridge et à l'esprit avant-gardiste des ingénieurs qui ont bâti la gare. Ceux-ci avaient prévu que la ville de Cambridge grandirait et s'étendrait dans les années à venir. La construction en dehors de la ville a donc permis d'éviter de détruire des habitations et la gare fut, au fil des années, effectivement rejointe par l'agglomération. 
Avec près de 365 mètres de long, on prétend souvent que le quai de la gare de Cambridge est parmi les plus longs du Royaume-Uni mais ce titre revient au quai de la gare de Gloucester.

## Service des voyageurs

### Desserte
Plusieurs liaisons ferroviaires desservent cette gare : 
- la West Anglia Main Line (en) en direction du sud vers la gare de Liverpool Street à Londres
- la Fen Line (en) en direction du nord vers King's Lynn
- la King's Cross Line, en direction du sud et suivant une route alternative, vers la gare de King's Cross via Hitchin

Toutes ces liaisons sont électrifiées en 25 kV AC mais il existe une autre ligne non électrifiée vers Ipswich.  

## Traduction
- (en) Cet article est partiellement ou en totalité issu de l’article de Wikipédia en anglais intitulé « Cambridge railway station » (voir la liste des auteurs).